# BSV BORBA Luzern
BSV BORBA Luzern je rukometni klub iz Švicarske.
Klupske boje su žuta i crna.

## Športski uspjesi
- Nacionalni prvak: (1)
  - Prvak Švicarske: 1993.

- Nacionalni kup: (0)

### Poznati igrači
- Goran Perkovac

## Vanjske poveznice
- Službene stranice